# PamPamPamPamPamPamPamPam
Pampampampampampampampam è un singolo del cantautore italiano Irama, pubblicato il 1º luglio 2022 come unico estratto dalla riedizione del terzo album in studio Il giorno in cui ho smesso di pensare.

## Video musicale
Il video del brano è girato in ambiente di twerking a New York e ricorda il film Do the Right Thing di Spike Lee.

## Tracce
Download digitale
Testi di Filippo Maria Fanti e Giuseppe Colonnelli, musiche di Amritvir Singh, Andrea Debernardi e Giulio Nenna.
1. PamPamPamPamPamPamPamPam – 2:38

Download digitale – 2ª versione
1. PamPamPamPamPamPamPamPam (feat. Summer Cem) – 2:38

## Classifiche

### Classifiche settimanali
| Classifica (2022) | Posizione massima |
| ----------------- | ----------------- |
| Italia            | 16                |

### Classifiche di fine anno
| Classifica (2022) | Posizione |
| ----------------- | --------- |
| Italia            | 88        |